# Gardneria ovata
Gardneria ovata là một loài thực vật có hoa trong họ Mã tiền. Loài này được Wall. mô tả khoa học đầu tiên năm 1820.

## Hình ảnh

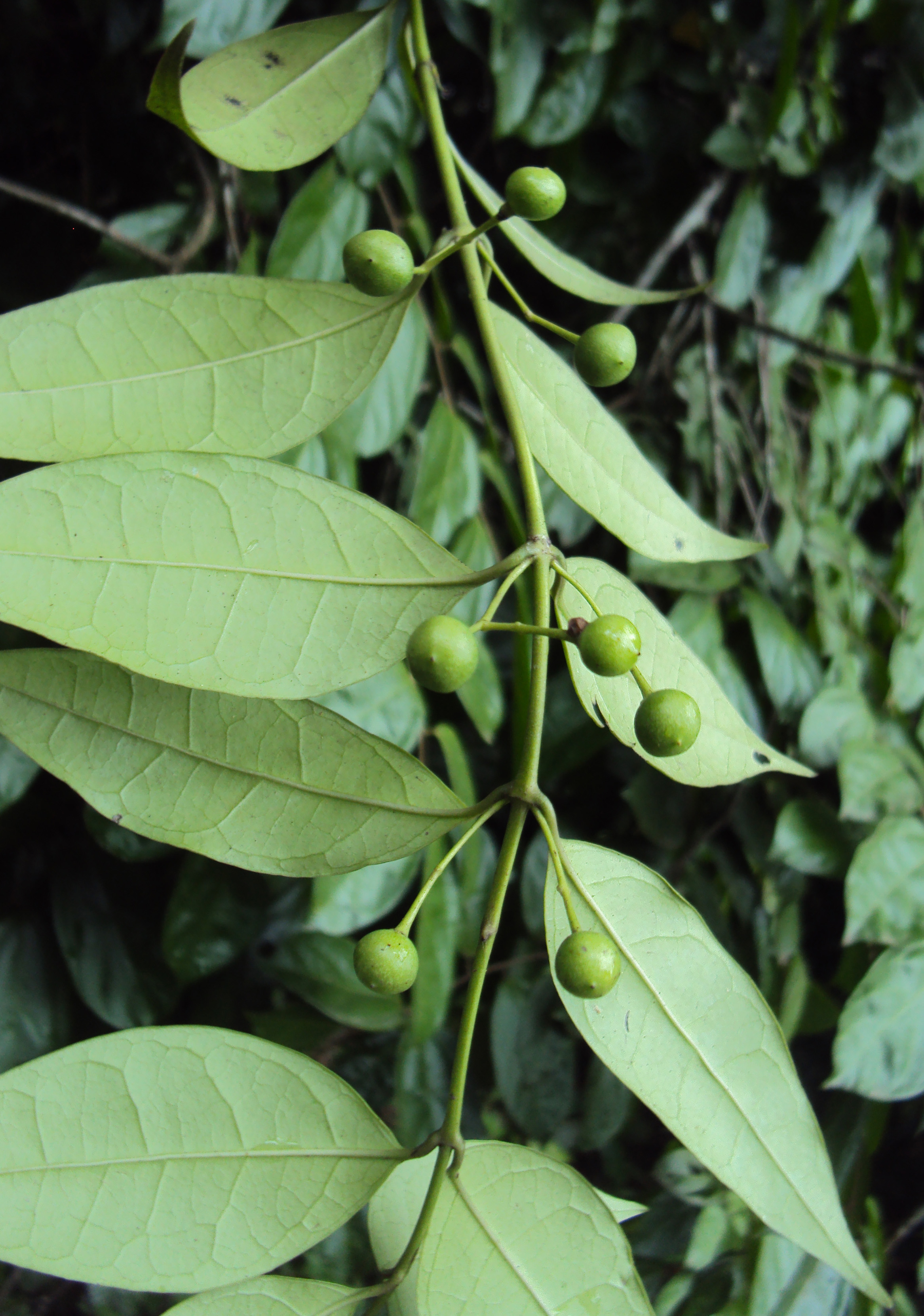
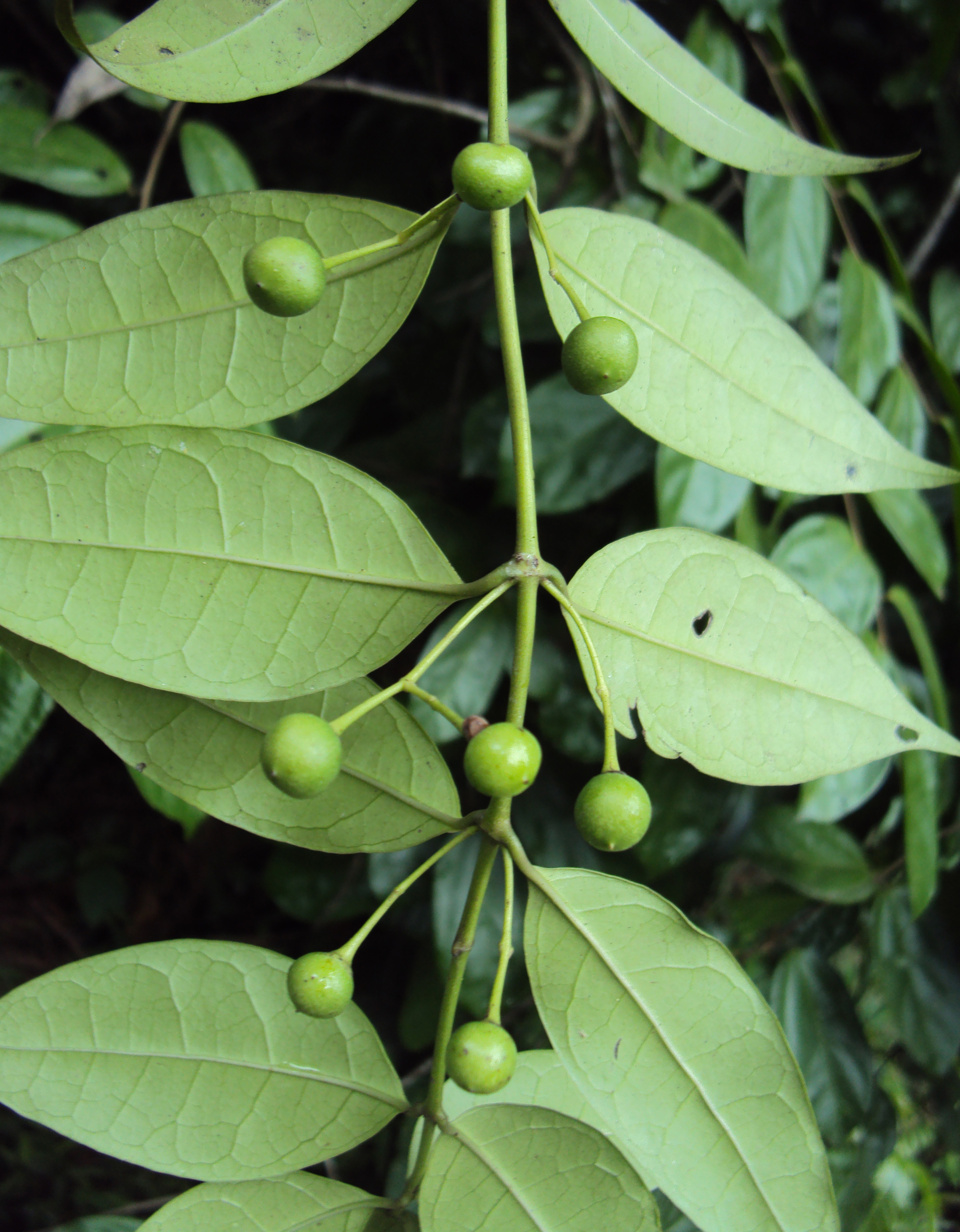
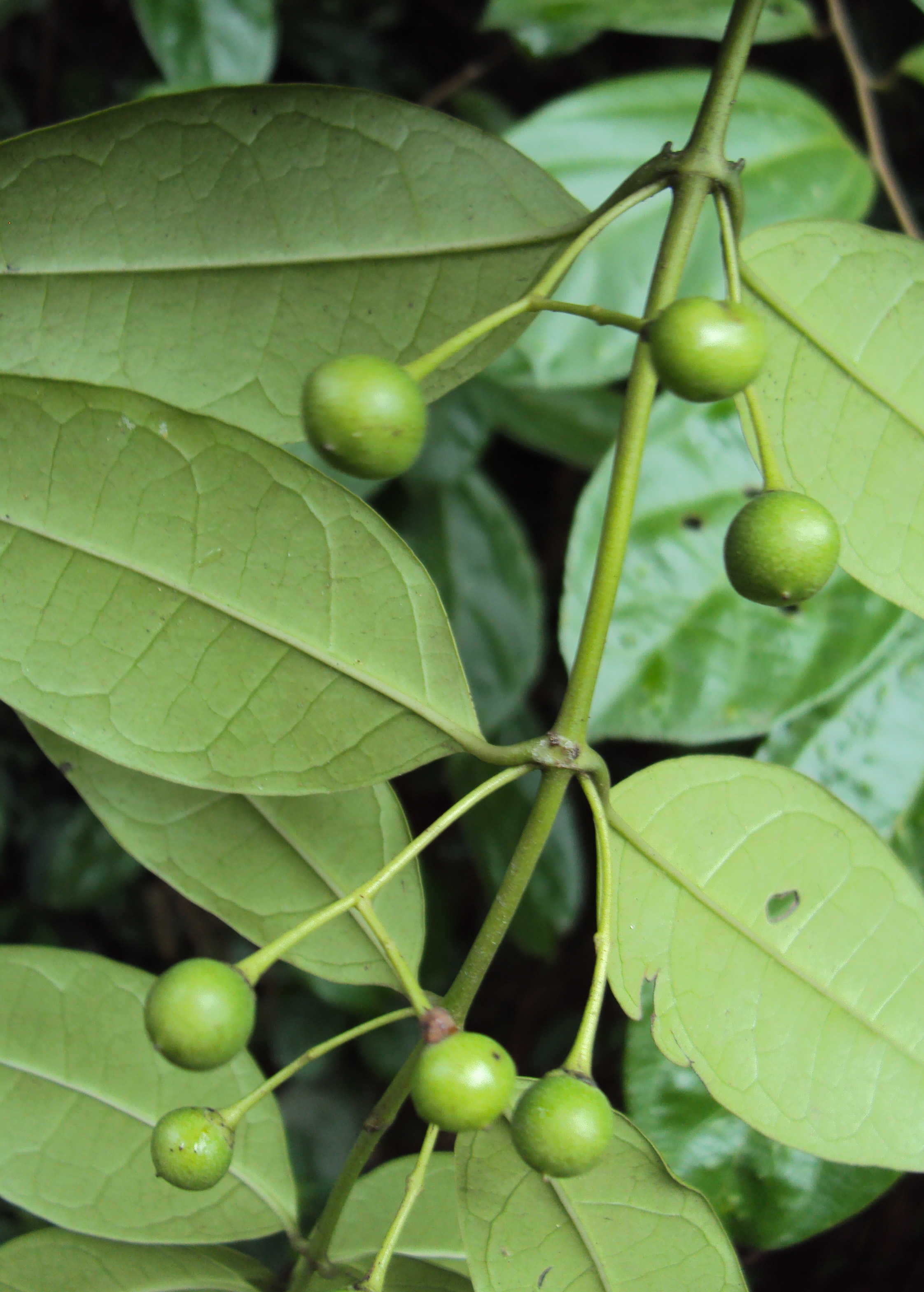
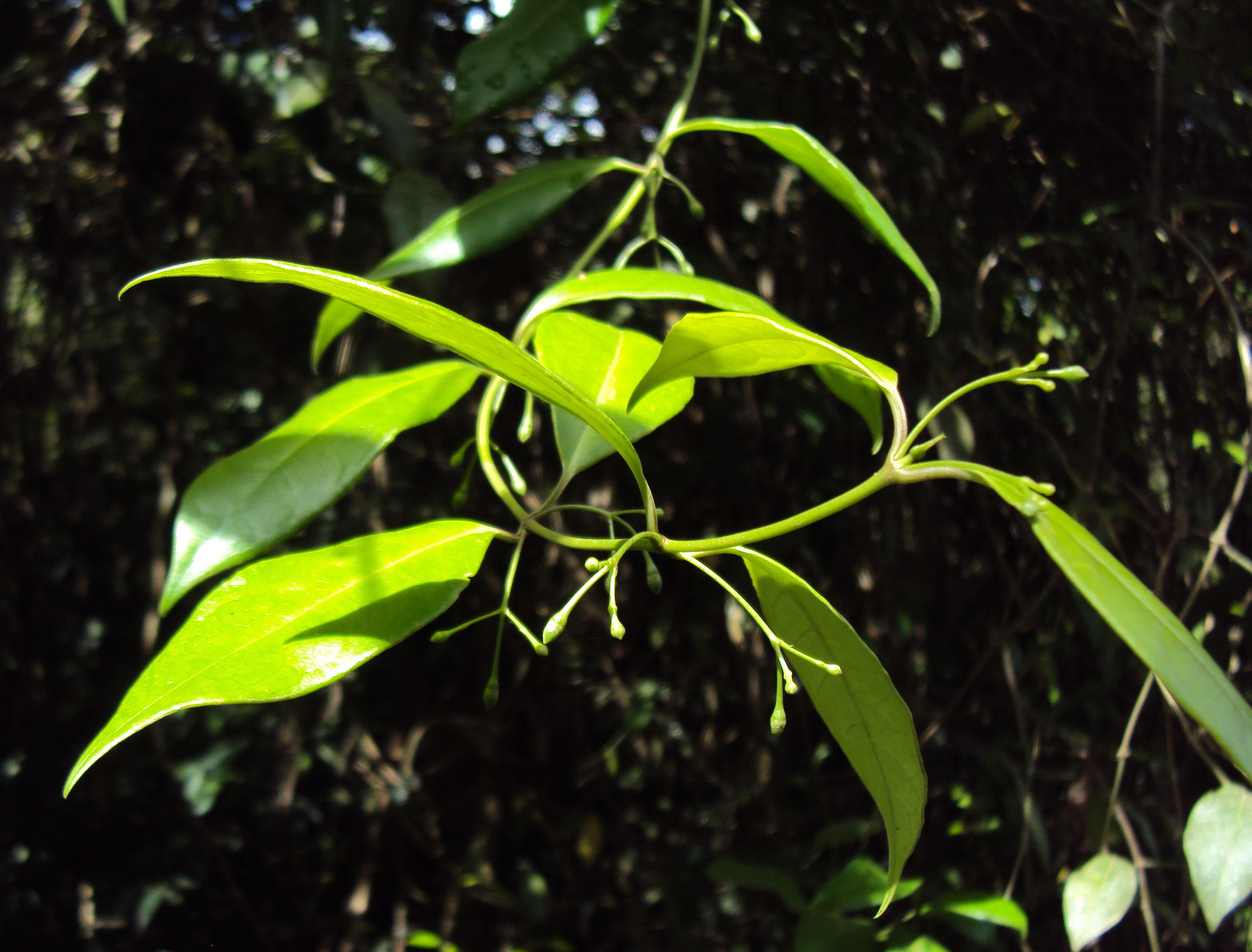